# ハインリヒ64世 (ロイス＝ケストリッツ侯)
ハインリヒ64世（Heinrich LXIV. Fürst Reuß-Köstritz, 1787年3月31日 - 1856年9月15日）は、ドイツ・オーストリアの貴族、軍人。ロイス＝ケストリッツ侯。

## 生涯
ロイス＝ケストリッツ侯ハインリヒ43世と、ロイス＝エーベルスドルフ伯ハインリヒ24世の次女ルイーゼ（1759年 - 1840年）の間の末息子。はじめ兄ハインリヒ61世とともにナポレオン麾下のライン連邦軍に所属したが、軍指揮官に昇格する見込みがなかったため、オーストリア帝国軍に鞍替えした。皇弟カール大公に副官として仕え、大公がナポレオンに勝利を収めたアスペルンの戦いにも従軍、その時の軍功を評価されマリア・テレジア軍事勲章騎士章を受けた。カール大公の軍務引退後は、イングランド軍に所属して反ナポレオンの戦いを続けた。
1813年ナポレオン軍の指揮官を続けていた兄ハインリヒ61世が戦死、翌1814年父の死と同時にロイス＝ケストリッツ家の家督と分封領（パラギウム）を相続した。1828年相続人の絶えた縁戚ジンツェンドルフ家からニーダーエスターライヒ州のエルンストブルン城を相続した。オーストリア軍人としても出世を続け、1836年陸軍中将、1848年騎兵大将に昇進した。1856年独身のまま死去、従弟のハインリヒ69世が家督継承者となった。